# Удбина
Удбина је насељено место у Лици и седиште новоформиране општине, која је до рата припадала великој општини Кореница, Република Хрватска. Недалеко од њега се за време СФРЈ налазила велика војна база ЈНА.

## Географија
Налази се јужном рубу Крбавског поља. Лежи на око 830 метара апсолутне висине, 180 метара изнад поља. Велика је и важна друмска раскрсница према Госпићу, Кореници, Грачацу, Обровцу и Бихаћу.

## Историја
Удбина је у средњем веку била утврђено седиште (кастрм) Крбавске жупаније. Још раније названа је (civititas Coribavie) Крбавски град у којем је седио и крбавски бискуп. Под именом Удбина први пут се спомиње 1491. године. Крајем 15, века, кад се Турци почели све чешће проваљивати у ове крајеве, преко Удбине је водио један од њихових праваца надирања, који је полазио од Кључа, а завршавао се у Приморју. Око 10.000 турских војника из Босне, под босанским намесником, продрло је у јесен 1491. у доњу Крањску, ради пустошења. Враћајући се у Босну са богатим пленом и робљем, били су у октобру изненада нападнути код Врпила, данас близу Удбине, од хрватске војске под командом бана Ладислава Егерварија и кнезова Франкопана — Цетинских, Слуњских и Модрушких и Карла Гусића. У кратком боју Турцима су нанети тешки губици и ослобођено много робља. Испод града Удбине уз поток Крбаву други турски одред дочека ла је војска под командом бана Емерика Деренчина. Две године касније 9. септембра 1493, војска хрватског племства била је поражена у познатој Крбавској бици на Крбавском пољу код Удбине.
Турци су освојили Удбину 1527, оправили тврђаву и претворили је у јак ослонац даљим освајањима, према унутрашњости, а нарочито према Сењу. За време турске владавине Удбина је припадала Личком санџаку и била једна од 29 капетанија, којој су припадали Рибник, Бунић, Перушић и Плоча. У Удбини се 1577. налазила посада од 300 коњаника и 500 пешака, а град је био седиште капетана, кадије, а и више ага. Кад је у лето 1689. готово цела Лика била ослобођена, турске снаге из личких градова повукле су се у Удбину са намером да је одлучно бране. Опседнуте 3. јула од крајишких трупа под карловачким генералом — Хеберштајном, предале су се 21. јула, пошто су остале без воде и помоћи. Од тада Удбина постаје јако упориште у борби против Турака.
У Удбини је 29. маја 1938. године откривен споменик Краљу Александру, финансиран од исељеника из Америке.

### Удбина у НОР-у
Крајем јула 1941. устанак у Лици обухватио је у удбински котар. Оружаном борбом је руководио Котарски комитет КПХ Удбине. Од мањих герилских одреда с подручја удбинског котара формиран је крајем децембра удбински батаљон Крбава, који је у априлу 1942. ушао у 2. лички НОПО, септембра у 9. бригаду Хрватске, а касније истог месеца у Трећу личку бригаду (Трећа личка пролетерска ударна бригада).
Саму Удбину, претворену у усташко и домобранско упориште, у којем су повремено боравиле и слабије италијанске снаге, ослободиле су личке јединице НОВ-а средином децембра 1942. и од тада је она, уз краће прекиде, остала слободна. Тако су почетком марта 1945. у место ушли делови немачке легионарске дивизије, али су већ 20. марта делови Четврте југословенске армије коначно ослободили Удбину, која је током рата била потпуно порушена.

### Република Српска Крајина
Удбина се од распада Југославије до августа 1995. године налазила у Републици Српској Крајини. Новембра 1994. године авијација НАТО пакта бомбардовала је аеродром Удбина. Током агресије на РСК августа 1995. године хрватска војска заузела је Удбину, протерујући већинско српско становништво.

## Становништво
Удбина је према попису из 2011. године имала 960 становника.
У месту постоји Српски културни центар.
| година пописа | укупно | Срби         | Хрвати       | Југословени | остали     |
| ------------- | ------ | ------------ | ------------ | ----------- | ---------- |
| 2001.         | 735    | 327 (44,50%) | 375 (51,00%) | 0 (0,0%)    | 33 (4,49%) |

| Националност       | 1991. | 1981. | 1971. | 1961. |
| Срби               | 934   | 608   | 469   | 416   |
| Југословени        | 71    | 175   | 44    |       |
| Хрвати             | 73    | 35    | 87    | 77    |
| Муслимани          | 51    | 23    | 54    | 24    |
| Албанци            |       | 3     | 6     |       |
| Македонци          |       | 3     |       |       |
| Црногорци          |       |       | 1     |       |
| Мађари             |       |       | 1     |       |
| остали и непознато | 33    | 12    | 13    | 1     |
| Укупно             | 1.162 | 853   | 675   | 518   |

| Демографија | Демографија | Демографија |
| Година      | Становника  | Становника  |
| ----------- | ----------- | ----------- |
| 1961.       | 518         |             |
| 1971.       | 675         |             |
| 1981.       | 853         |             |
| 1991.       | 1.162       |             |
| 2001.       | 735         |             |
| 2011.       |             | 960         |

Према попису становништва из 1910. године Удбина је имала 1475 становника од чега 1237 говорника хрватског језика и 231 српског језика. Већина становништва су била католици 1244 док је православаца било 231.

## Попис 1991.
На попису становништва 1991. године, насељено место Удбина је имало 1.162 становника, следећег националног састава:
| Попис 1991.‍   | Попис 1991.‍  | Попис 1991.‍ | Попис 1991.‍ | Попис 1991.‍ |
| ------------- | ------------ | ----------- | ----------- | ----------- |
|               |              |             |             |             |
| Срби          | Срби         |             | 934         | 80,37%      |
| Хрвати        | Хрвати       |             | 73          | 6,28%       |
| Југословени   | Југословени  |             | 71          | 6,11%       |
| Муслимани     | Муслимани    |             | 51          | 4,38%       |
| Албанци       | Албанци      |             | 1           | 0,08%       |
| Грци          | Грци         |             | 1           | 0,08%       |
| Мађари        | Мађари       |             | 1           | 0,08%       |
| Македонци     | Македонци    |             | 1           | 0,08%       |
| Црногорци     | Црногорци    |             | 1           | 0,08%       |
| остали        | остали       |             | 2           | 0,17%       |
| неопредељени  | неопредељени |             | 15          | 1,29%       |
| непознато     | непознато    |             | 11          | 0,94%       |
| укупно: 1.162 |              |             |             |             |